# Suurenaukeansuo - Isosuo - Pohjalampi
Suurenaukeansuo - Isosuo - Pohjalampi este o arie protejată (arie specială de conservare — SAC, sit de importanță comunitară — SCI, arie de protecție specială avifaunistică — SPA) din Finlanda întinsă pe o suprafață de 1.640 ha, integral pe uscat.

## Localizare
Centrul sitului Suurenaukeansuo - Isosuo - Pohjalampi este situat la coordonatele 62°10′27″N 27°03′28″E / 62.1742°N 27.0578°E.

## Înființare
Situl Suurenaukeansuo - Isosuo - Pohjalampi a fost declarat sit de importanță comunitară în august 1998 pentru a proteja 20 de specii de animale. Alte tipuri de protecție:
- arie de protecție specială avifaunistică (în august 1998)[2]
- arie specială de conservare (în aprilie 2015)[1][3][4]

## Biodiversitate
Situată în ecoregiunea boreală, aria protejată conține 8 habitate naturale: Lacuri și iazuri distrofice naturale, Râuri naturale fino-scandinave, Turbării active, Mlaștini oligotrofe degradate, capabile încă de regenerare naturală, Mlaștini turboase de tranziție și turbării mișcătoare, Taiga vestică, Păduri caducifoliate de mlaștină fino-scandinave, Mlaștini împădurite.
La baza desemnării sitului se află mai multe specii protejate:
- păsări (17): rață sulițar (Anas acuta), cocoșul de mesteacăn (Bonasa bonasia), lebădă de iarnă (Cygnus cygnus), Emberiza rustica, vânturel roșu (Falco tinnunculus), cufundar polar (Gavia arctica), cocor (Grus grus), Hydrocoloeus minutus, Lyrurus tetrix tetrix, rață neagră (Melanitta nigra), codobatura galbenă (Motacilla flava), viespar (Pernis apivorus), ploier auriu (Pluvialis apricaria), corcodel-urechiat (Podiceps auritus), Spatula clypeata, chiră de baltă (Sterna hirundo), fluierar de mlaștină (Tringa glareola)
- mamifere (2): vidră de râu (Lutra lutra), veveriță zburătoare siberiană (Pteromys volans)
- nevertebrate (1): Ophiogomphus cecilia

Pe lângă speciile protejate, pe teritoriul sitului au mai fost identificate 1 specie de păsări, 1 specie de mamifere.